# حكم مساعد (كرة القدم)
الحكم المساعد أو مراقب الخط في لعبة كرة القدم، يعد الحكم المساعد واحد من المسؤولون الذين يساعدون الحكم في إدارة المباراة. إثنين منهما يدعيان بحكام الراية، يقفان على خط التماس، بينما الحكم الرابع يساعد الحكم في إدارة المباراة وكل الشئون ذات الصلة وفقاً لتوجيهات من قبل الحكم. يتم وضع حكم خامس كاحتياط في حالة عدم استطاعة اياً من الحكام إكمال المباراة

## الحكم الرابع
الحكم الرابع يساعد الحكم في إدارة مباريات كرة القدم وبعض الشؤون ذات العلاقة. وتنحصر مهام الحكم الرابع بما يلي:
  • رفع اللوح الإلكتروني لتبديل اللاعبين.
  • الإعلان عن مدة الوقت بدل الضائع الذي يخبره به حكم الساحة (الحكم الأول).
• مراقبة المباراة من مسافة بعيدة ، وخاصة اللاعبين الذين يحتكون ببعضهم البعض بعيداً عن الكرة. وكثيراً ما يستشيره حكم الساحة (الحكم الأول) في الأمور.
  • تهدئة التوتر الذي يحدث للمدرب.
   • مراقبة الملعب، خاصة من ناحية الجمهور، لمنع أي محاولات تسلل لأرض الملعب أو غيرها.

## حكم خط المرمى

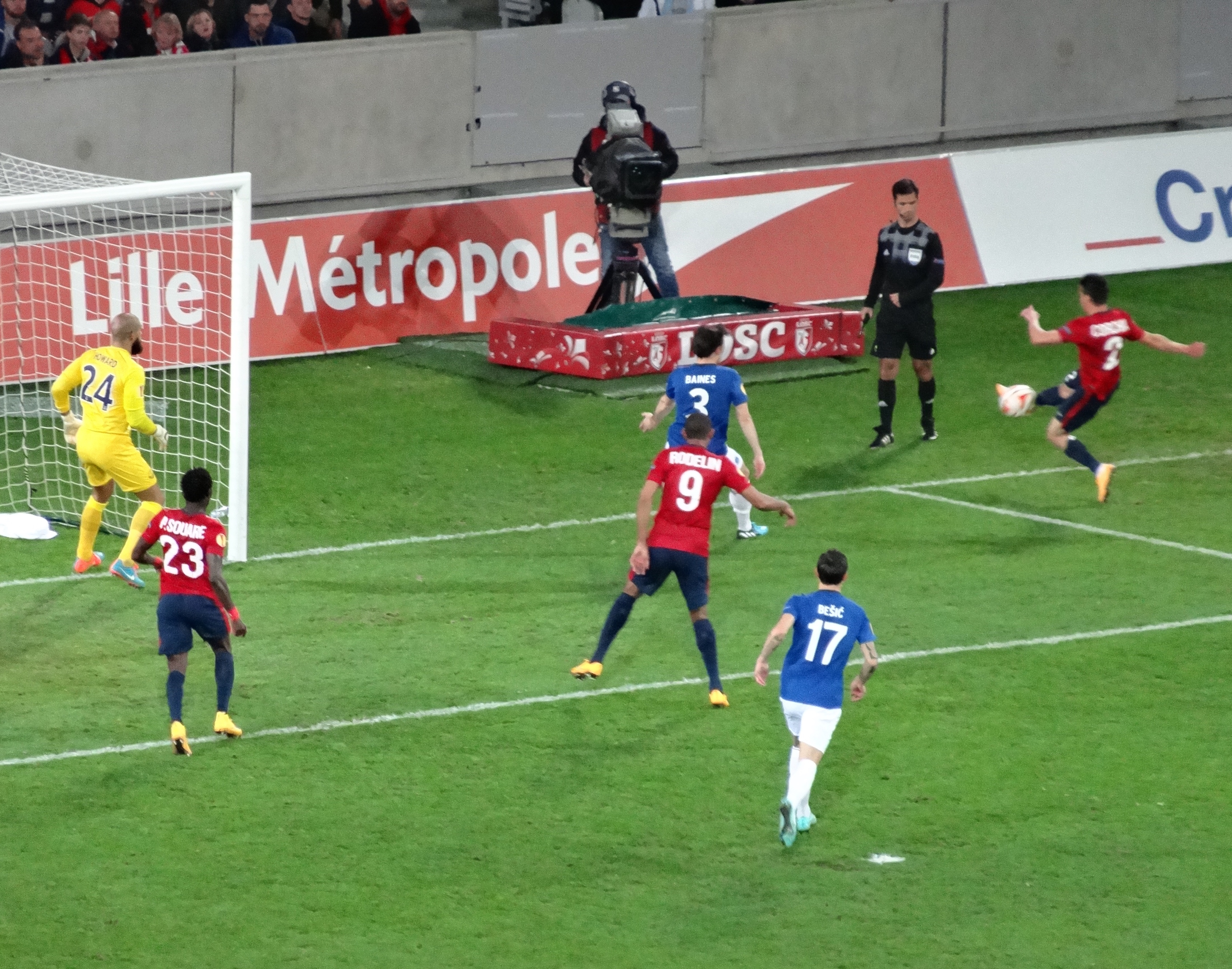
حكم خط المرمى يقوم بمراقبة اللاعب الذي يريد تسديد الكرة نحو المرمى

حكم خط المرمى هو الحكم الذي يقف بجانب المرمى يساعد الحكم في كل شيء:
- إذا دخلت الكرة خط المرمى فيقول للحكم دخلت ام لا إذا دخلت يحتسب هدف إذا لم تدخل خط المرمى فلا يكون هدف ويلغى.
- حدثت عرقلة داخل منطقة الجزاء والحكم لم يراها فيخبر الحكم الذي يكون بجانب المرمى الحكم الرئيسي عبر جهاز اللاسلكي في الاذن انة يوجد عرقلة ويحتسب الحكم بعدها ركلة جزاء، وأجمل مثال مباراة برشلونه ضد تشيلسي حيث قام اللاعب دروجبا في عرقلة اللاعب سيسك فابريغاس حيث الحكم لم يراها وتردد في احتسابها حيث اشار له حكم خط المرمى عبر جهاز اللاسلكي في الاذن ان هناك عرقله من دروجبا على سيسك فابريغاس فأحتسب الحكم ركلة جزاء على الفور من دون تردد.
- يخبرة في حدوث خطأ (فاول) في أي مكان لم يراة الحكم مثل حادثة (طرد جون تيري ضد برشلونة) الحكم لم يراها والحكم الذي يقف بجانب المرمى اخبرة عبر جهاز اللاسلكي في الاذن، والحكم سمع لة وانتبة وأشهر البطاقة الحمراء لجون تيري.
- احيانا (نادرا) يقول للحكم في حالات التسلل لان حكام الراية حكام خط التماس (مساعدين الحكم) هم مسؤلون عن التسلل ويرفعون الراية لحدوث تسلل ويخبرون الحكم فيرفع الحكم يدة للاعلى ويقول تسلل لهذا نادرا يقولون حكام خط المرمى للحكم لحدوث تسلل.

حكام خط المرمى موجودون في دوري أبطال أوروبا ودوري أوروبا، وهذه الفكرة جاءت من رئيس الاتحاد الأوروبي لكرة القدم ميشيل بلاتيني وتم استخدامها أولاً في دوري أوروبا موسم 2009/2010 وبعدها تم استخدامها في دوري أبطال أوروبا موسم 2010/2011 .